# Démographie responsable
L'association Démographie responsable est une association française écologiste et décroissante, créée en 2008, qui alerte sur la responsabilité de la surpopulation dans le réchauffement climatique, l'épuisement des ressources naturelles et l'éviction des autres espèces vivantes. Elle milite pour que l’humanité puisse progressivement stabiliser ses effectifs et s’engager vers leur lente décrue, en réformant les politiques natalistes, par exemple en plafonnant les allocations familiales à deux enfants par famille en France, et en agissant, dans les pays en développement, pour l'émancipation de la femme, l'éducation et la mise en place de systèmes d'assurance vieillesse.

## Historique
L'association a été fondée fin 2008.
En février 2019, le média lyonnais Rue89Lyon publie un article intitulé : « Pour l’association Démographie Responsable, les naissances doivent être stabilisées à moins de deux enfants par femme ».
En janvier 2022, France Inter cite « Démographie responsable, une association écologiste et décroissante qui milite pour la stabilisation puis la lente diminution de la population humaine ».
A l'occasion du franchissement du seuil de huit milliards d'habitants sur Terre, le quotidien Le Monde publie le 9 novembre 2022 une tribune libre de Démographie responsable intitulée « Réduire la population contribuerait à l’atténuation du réchauffement climatique ». Cet évènement suscite de nombreux articles dans la presse et à la télévision, dont la plupart citent Démographie responsable : Le Point, Ouest-France, France Info, Arte ,France 24, RTBF.

## Organisation
L'association est dirigée par un bureau de 7 membres, dont son président Denis Garnier, sa vice-présidente Odette Chauve et son porte-parole Didier Barthès.
L'association a des responsables régionaux dans plusieurs régions. Michel Sourrouille, responsable Aquitaine Nord de Démographie responsable, est membre de l'association des journalistes-écrivains pour la nature et l'écologie (JNE).

## Mission
Le Point présente Démographie responsable comme « une petite association française « écologique et décroissante » qui milite pour la stabilisation puis la lente diminution de la population humaine », précisant : « pour ces militants, il ne s'agit pas de contraindre mais de proposer une « incitation volontaire », par exemple en plafonnant les allocations familiales à partir du deuxième enfant ».
Ouest-France organise un débat entre Michel Sourrouille, de Démographie responsable, et Emmanuel Pont, selon qui le problème est moins la hausse de la population que nos façons de vivre et de consommer. Michel Sourrouille répond que les deux problèmes sont liés, prenant l'exemple de l'automobile : « s'il y a beaucoup trop d'automobiles, c'est qu'il y a beaucoup trop de conducteurs. Il faut penser à réduire notre niveau de vie à l'occidentale et ne pas continuer à augmenter la population ».
Démographie responsable lie directement surpopulation et accélération du changement climatique et « affirme qu’il faudrait faire baisser la natalité et promouvoir des politiques dénatalistes pour diminuer les effets du réchauffement climatique. Dans les mesures proposées : supprimer les allocations familiales au-delà de deux enfants, et repenser le système d’impôts ». Pour les pays en voie de développement, elle prône trois axes d'action : émancipation de la femme, éducation, mise en place de systèmes d'assurance vieillesse.

## Activités
L'association diffuse son message en participant à des salons,,, à des conférences-débats, à des débats dans les médias,,, en publiant des tribunes, en accordant des interviews.

## Associations homologues
- Europe : European Alliance for a Sustainable Population (Eurasp)[19], alliance des associations européennes pour une population soutenable ;
- Royaume-Uni : Population Matters[20] ;
- États-Unis : Population Media Center[21] ; Population Connection[22] ; Population Institute[23] ; Population Balance[24] ; Californians for Population Stabilization[25] ;
- Belgique : Moins de Gens - MinderMensen[26],[27] ;
- Pays-Bas : Club van Tien Miljoen (Fondation « Le club des dix millions »)[28] ;
- Suisse : EcoPop[29] ;
- Canada : Institut canadien de la population[30].